# Viladamat
Viladamat és un municipi de la comarca de l'Alt Empordà, anomenat Vilademat fins a 1983.
Té conreus de secà i de regadiu, que són l'activitat econòmica principal del municipi juntament amb la ramaderia bovina, porcina i aviram. Per la seva proximitat amb la Costa Brava, s'hi desenvolupen activitats d'atenció als forasters com l'hostaleria.
Viladamat està agermanat des del maig del 2018 amb el poble basc de Berriatua.
Els gentilici és "viladamatenc-a".
El malnom dels viladamatencs és Lluerts.

## Geografia
- Llista de topònims de Viladamat (Orografia: muntanyes, serres, collades, indrets..; hidrografia: rius, fonts...; edificis: cases, masies, esglésies, etc).

| Entitat de població | Habitants (2024) |
| Viladamat           | 486              |
| Palau Borrell       | 6                |
| Font: Idescat       |                  |

## Història
Es té constància d'assentaments ibers, i a partir del segle i aC, es detecten els primers assentaments romans. Destaquen el jaciment de l'Olivet d'en Pujol, un magatzem romà del segle ii aC amb diverses sitges ibèriques amortitzades el segle iv aC; la vil·la romana de Tolegassos abandonada definitivament a mitjan segle IV dC; i la vil·la que es troba al Mas Notari, on s'han documentat restes de ceràmica romana. L'etimologia de Viladamat prové del nom Amatus, possiblement una vil·la romana que no s'ha trobat.
La primera menció del poble de Viladamat es troba documentada l'any 1060, en una donació de la comtessa emporitana Guisla a l'església de Girona. Es tracta de la donació d'un alou a la vora de Villam Amati. Ja l'any 1078, el comte Ponç I d'Empúries, va deixar en testament un mas a Viladamat en benefici del monestir de Sant Pere de Rodes. L'any 1280 el monestir de Sant Pere de Rodes va adquirir la senyoria i la jurisdicció de Viladamat de Guillem de Montgrí.
El poble quedava inclòs dins de la parròquia de l'església de Sant Feliu de la Garriga, mencionada l'any 1060 com a Sancti Felicis de Garrigua a la vora de Villam Amati. Tot i que al municipi de Viladamat existia una capella auxiliar agregada dedicada a sant Quirc, a prop del camí d'Albons. Aquest lloc era conegut aleshores com a Mercadal del Pont de Sant Quirc. Aquest topònim, juntament amb places com "la de l'Oli" o "de la Llana", indica que al poble s'hi celebraven mercats.
El 21 de novembre de 1467 es va lliurar la batalla de Viladamat durant la Guerra Civil Catalana entre Joan II i el príncep Ferran. Joan Ramon Folc IV de Cardona és derrotat amb les tropes reialistes i el futur rei Catòlic es va refugiar a una casa de Viladamat, possiblement a Can Briolf, construït el 1484. Com a represàlia, les tropes de Joan II van cremar el poble.
A partir del segle xvi, la comarca va es va transformar en una zona de gran conflictivitat degut a les incursions dels pirates nord-africans i els efectes del bandolerisme. Durant la Guerra dels Segadors, Joan de Margarit i de Biure, senyor del castell de Sant Feliu de la Garriga, era partidari del bàndol dels cadells i el seu castell va ser incendiat per les tropes castellanes com a represàlia. Durant el segle xvi, al nucli vell de Viladamat es van construir nombrosos casals i cases pairals que han perdurat, com Mas Escot i Mas Briolf. L'economia bàsica va ser fonamentalment agrícola, amb un destacat protagonisme del conreu de l'olivera, tal com queda simbolitzat amb l'olivera mil·lenària situada en la plaça de l'Església.
La població va pertànyer fins a l'any 1621 al monestir de Sant Pere de Rodes. A partir de l'any 1617, es va concedir el títol de sufragània a la nova església de Sant Quirze. L'any 1753, degut a l'estat de ruïna de l'església de Sant Feliu de la Garriga, els seus objectes de culte més valuosos van ser traslladats a la nova església de Viladamat, i l'any 1843, Sant Quirze de Viladamat va quedar com a única parròquia del poble.
El nucli urbà de Viladamat no va patir grans transformacions urbanístiques fins al començament del segle xx, quan la població va començar a créixer fora dels límits de l'antic nucli, la qual cosa fomentà la formació del raval de les Cases Noves. Durant la Guerra Civil Espanyola, l'aviació franquista va bombardejar la població civil de Viladamat el 3 de febrer de 1939, en plena retirada republicana.

## Política
| Candidatura                                         | Vots | %Vots  | Regidors |
| --------------------------------------------------- | ---- | ------ | -------- |
| Candidatura d'Unitat Popular - Poble Actiu (CUP-PA) | 247  | 78,41% | 6        |
| Junts per Catalunya (JxCat)                         | 54   | 17,14% | 1        |
| Vot en Blanc                                        | 14   | 4,5%   | -        |

Regidors electes en les eleccions municipals de 2015
| Nom del Regidor              | Partit Polític |
| ---------------------------- | -------------- |
| Dolors Pons Sais             | CUP-PA         |
| Josep Maria Gasull i Perpiñà | CUP-PA         |
| Montse Nadal Feixas          | CUP-PA         |
| Dani Armengol Garcia         | CUP-PA         |
| Jordi Maspoch Comamala       | CUP-PA         |
| Alana Valls Soler            | CUP-PA         |
| Joan Reixach Serra           | JxCat          |

Resultats municipals 2015 - Participació: 79,08%
| Candidatura                                        | Vots | %Vots  | Regidors |
| -------------------------------------------------- | ---- | ------ | -------- |
| Candidatura d'Unitat Popular - Poble Actiu (CUP-PA | 215  | 78,75% | 6        |
| Convergència i Unió (CiU)                          | 47   | 17,22% | 1        |
| Vot en Blanc                                       | 11   | 4,3%   | -        |

Regidors electes en les eleccions municipals de 2015
| Nom del Regidor              | Partit Polític |
| ---------------------------- | -------------- |
| Rober Sabater i Costa        | CUP-PA         |
| Josep Maria Gasull i Perpiñà | CUP-PA         |
| Dolors Pons Sais             | CUP-PA         |
| Marc Alabau Roura            | CUP-PA         |
| Dani Armengol Garcia         | CUP-PA         |
| Narcís Font Lloveras         | CUP-PA         |
| Cristina Vila Urzanqui       | CiU            |

| Candidatura | Candidatura                                            | Vots | %Vots | Regidors |
| ----------- | ------------------------------------------------------ | ---- | ----- | -------- |
|             | Candidatura d'Unitat Popular - Poble Actiu (CUP-PA)    | 149  | 47,30 | 4        |
|             | Independents per Viladamat- Progrés Municipal (IpV-PM) | 137  | 43,49 | 3        |
|             | Convergència i Unió (CiU)                              | 27   | 8,57  | -        |
|             | Vot en blanc                                           | 2    | 0,63  | -        |

| Nom dels regidors | Nom dels regidors      | Partit polític |
| ----------------- | ---------------------- | -------------- |
|                   | Irene Palol Ribas      | CUP-PA         |
|                   | Robert Sabater Costa   | CUP-PA         |
|                   | Josep Maria Rocas Guri | CUP-PA         |
|                   | Xavier Carreras Ferran | CUP-PA         |
|                   | Joan Bardera Motas     | IpV-PM         |
|                   | Miquel Planas Arnay    | IpV-PM         |
|                   | Gemma Llanes Túrias    | IpV-PM         |

## Indrets d'interès
- Els Tolejassos, que és un jaciment arqueològic.
- Església parroquial de Sant Quirze i Santa Julita. Segle XVI
- Capella de Santa Eulàlia. Preromànica
- Conjunt monumental de Sant Feliu de la Garriga, amb església romànica i castell.
- Diverses masies d'estil gòtico-renaixentista, al centre de la població de Viladamat.
- Can Poch

## Demografia
| 1497 f | 1515 f | 1553 f | 1717 | 1787 | 1857 | 1877 | 1887 | 1900 | 1910 |
| ------ | ------ | ------ | ---- | ---- | ---- | ---- | ---- | ---- | ---- |
| 26     | -      | 33     | 170  | 192  | 484  | 448  | 398  | 450  | 467  |

| 1920 | 1930 | 1940 | 1950 | 1960 | 1970 | 1981 | 1990 | 1992 | 1994 |
| ---- | ---- | ---- | ---- | ---- | ---- | ---- | ---- | ---- | ---- |
| 461  | 446  | 386  | 423  | 428  | 447  | 383  | 365  | 386  | 386  |

| 1996 | 1998 | 2000 | 2002 | 2004 | 2006 | 2008 | 2010 | 2012 | 2014 |
| ---- | ---- | ---- | ---- | ---- | ---- | ---- | ---- | ---- | ---- |
| 401  | 408  | 417  | 397  | 404  | 421  | 439  | 458  | 451  | 440  |

| 2016 | 2018 | 2020 | 2022 | 2024 | 2026 | 2028 | 2030 | 2032 | 2034 |
| ---- | ---- | ---- | ---- | ---- | ---- | ---- | ---- | ---- | ---- |
| 466  | 466  | 458  | 479  | 492  | -    | -    | -    | -    | -    |

## Personatges cèlebres
- Sebastià Salellas i Magret (1949 - 2008), advocat.
- Damià Bardera i Poch (1982) escriptor.